# Теребонижье
Теребонижье — деревня в Усадищенском сельском поселении Волховского района Ленинградской области.

## История
Деревня Теребунижи упоминается на карте Санкт-Петербургской губернии А. М. Вильбрехта 1792 года.
На карте Санкт-Петербургской губернии Ф. Ф. Шуберта 1834 года обозначена деревня Теребонижья, состоящая из 60 крестьянских дворов и двух харчевен.

ТЕРЕБОНИЖЬЕ — деревня принадлежит Казённому ведомству, число жителей по ревизии: 126 м. п., 150 ж. п. (1838 год)

Как деревня Теребонижья из 60 дворов она отмечена на карте Ф. Ф. Шуберта 1844 года.

ТЕРЕБОНИЖЬЕ — деревня Ведомства государственного имущества, по просёлочной дороге, число дворов — 74, число душ — 135 м. п. (1856 год)

ТЕРЕБУНИЖЬЕ — деревня казённая при реке Лынне, число дворов — 68, число жителей: 182 м. п., 183 ж. п.; Часовня православная. (1862 год)

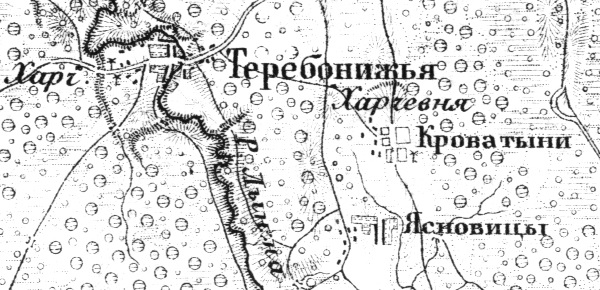
Деревня Теребонижье на карте 1872 года

Сборник Центрального статистического комитета описывал её так:

ТЕРЕБОНИЖЬЯ — деревня бывшая государственная при речке Лынне, дворов — 66, жителей — 330; часовня, кожевенный завод, водяная мельница, лавка. (1885 год)

Согласно епархиальным сведениям 1899 года деревня относилась к приходу Преображенской церкви (ранее Усадище-Спасовской, Михайловского погоста) в селе Заболотье.
В конце XIX — начале XX века деревня административно относилась к Усадище-Спассовской (Усадищской) волости 2-го стана Новоладожского уезда Санкт-Петербургской губернии.
По данным «Памятной книжки Санкт-Петербургской губернии» за 1905 год деревня Теребонижье, вместе с деревнями Жубкино и Липняги, входила в Теребонижское сельское общество.
Согласно военно-топографической карте Петроградской и Новгородской губерний издания 1915 года деревня называлась Теребонижья, в деревне были две ветряные мельницы и харчевня.
С 1917 по 1923 год деревня входила в состав Теребонижского сельсовета Усадище-Спасовской волости Новоладожского уезда.
С 1923 года в составе Охромовщинского сельсовета Пролетарской волости Волховского уезда.
С 1924 года в составе Карпинского сельсовета.
С 1926 года в составе Славковского сельсовета. Согласно данным переписи населения СССР 1926 года в деревне Теребонижье проживали 316 человек — большинство русские, а также эстонцы.
С 1927 года в составе Волховского района.
В 1928 году население деревни также составляло 316 человек.
Согласно карте Ленинградской области Северо-западного аэрогеодезического треста ГГУ издания 1932 года деревня насчитывала 31 крестьянский двор, на реке к югу от деревни находилась водяная мельница.
По данным 1933 года деревня называлась Теребонижье и входила в состав Карпинского сельсовета.
С 1954 года в составе Волховского сельсовета.
В 1958 году население деревни составляло 65 человек.
С 1961 года в составе Усадищенского сельсовета.
По данным 1966, 1973 и 1990 годов деревня Теребонижье также входила в состав Усадищенского сельсовета.
В 1997 году в деревне Теребонижье Усадищенской волости проживали 7 человек, в 2002 году — также 7 человек (все русские).
В 2007 году в деревне Теребонижье Усадищенского СП — 8 человек.

## География
Деревня расположена в южной части района на автодороге Охромовщина — Славково.
Расстояние до административного центра поселения — 11 км.
Расстояние до ближайшей железнодорожной станции Мыслино — 10 км.
Через деревню протекает река Лынна.

## Демография
| 1838 | 1862 | 1885 | 1997 | 2007 | 2010 | 2017 |
| ---- | ---- | ---- | ---- | ---- | ---- | ---- |
| 276  | ↗365 | ↘330 | ↘7   | ↗8   | ↗15  | ↗20  |

### Национальный состав
Согласно данным Всероссийской переписи населения 2021 года в деревне проживали 40 человек, из них:
 русские — 9 человек, остальные национальность не указали.